# Rumex nervosus
Espèce
Classification APG III (2009)
Rumex nervosus est une espèce de plantes à fleurs de la famille des Polygonaceae, originaire d'Afrique et d'Arabie.
C'est une oseille vivace pouvant atteindre 1,5 m de haut, voire plus. Consommée à forte dose, elle peut être toxique, à cause des oxalates qu'elle contient.